# Neohelota sumbawensis
Neohelota sumbawensis is een keversoort uit de familie Helotidae. De wetenschappelijke naam van de soort is voor het eerst geldig gepubliceerd in 1909 door Ritsema.